# Szpital Dziecięcy Kompleksowej Rehabilitacji „Górka”
Specjalistyczny Szpital Ortopedyczno-Rehabilitacyjny „Górka” – jeden z najbardziej znanych szpitali w Polsce, jednocześnie pierwsze w kraju sanatorium dla dzieci; zlokalizowany w południowej, sanatoryjno-parkowej części świętokrzyskiego uzdrowiska, Buska-Zdroju.
Sanatorium utworzył w latach 20. XX w. dr Szymon Starkiewicz. Aktualnie szpital specjalizuje się w leczeniu dzieci z mózgowym porażeniem dziecięcym, jak również prowadzi leczenie szpitalne, rehabilitacyjne, operacyjne i ambulatoryjne wielu schorzeń i urazów narządu ruchu w pełnym zakresie chirurgii ortopedycznej. W ramach swej działalności „Górka” współpracuje z wieloma ośrodkami naukowymi i medycznymi w kraju i za granicą.
W ostatnich latach szpital został wyremontowany i w 2016 roku oferuje:
- 123 miejsca dla dzieci z mózgowym porażeniem dziecięcym,
- 41 miejsc dla pacjentów ze schorzeniami ortopedycznymi.

## Historia

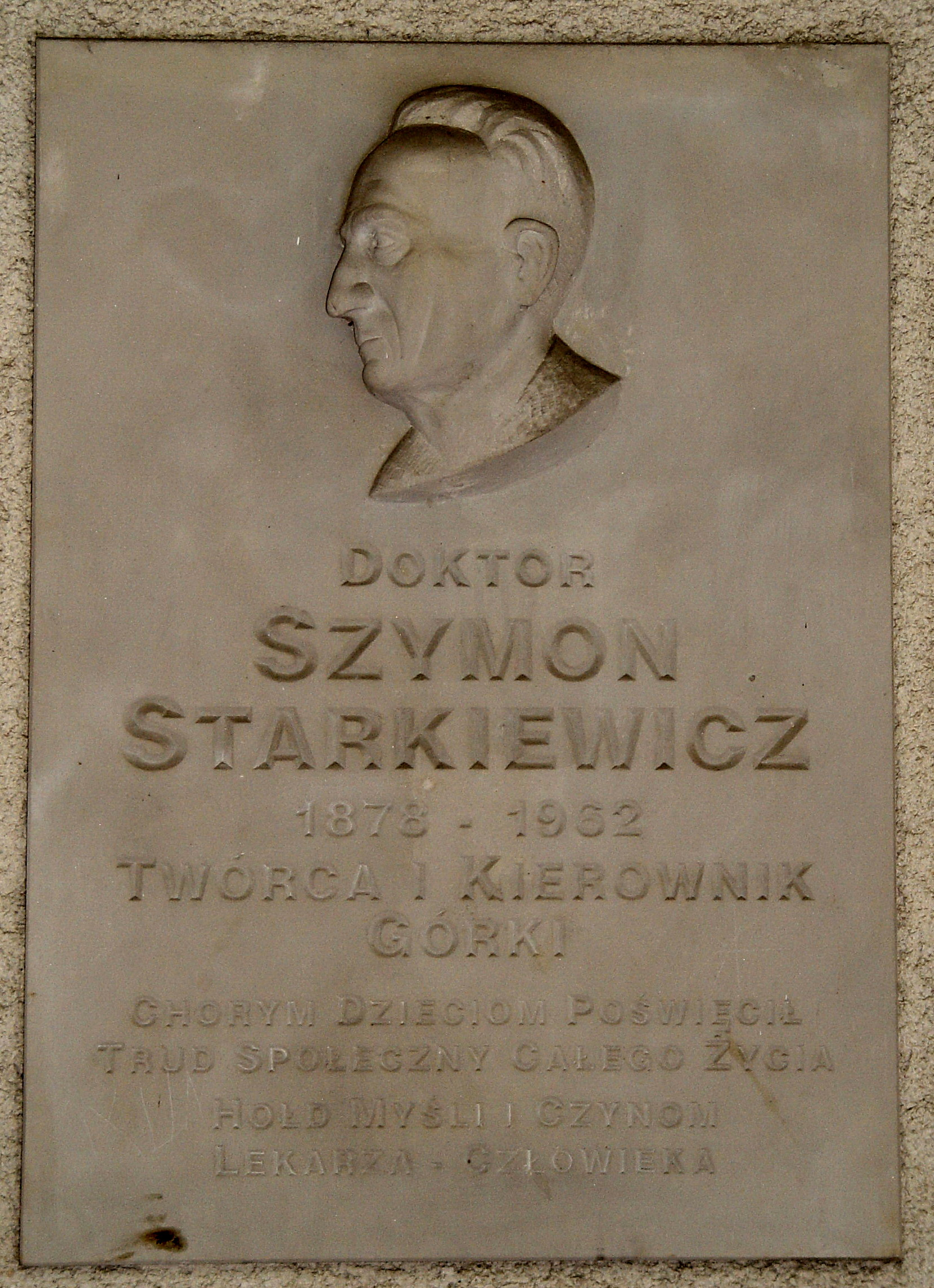
Tablica pamiątkowa pamięci dr. Szymona Starkiewicza wmurowana w elewację południową Szpitala Dziecięcego Kompleksowej Rehabilitacji „Górka”

Inspiratorem i promotorem powstania „Górki” był dr Szymon Starkiewicz. Budowę rozpoczął 31 grudnia 1918 roku, przystępując wraz z żoną Kazimierą i synami (Witoldem i Jerzym), do kopania gliny na wzniesieniu nazywanym „Żwirową Górką” – pustym wzniesieniu koło Zbludowic, niedaleko od buskiego parku zdrojowego i sanatorium „Marconi”. Z tej gliny wypalano cegły w utworzonej nieopodal cegielni.
Początkowo dzieci leczono w Busku, w wynajętych pokojach willi „Wiktoria” (30 miejsc). Od roku 1921 dr Starkiewicz organizował również, dla dzieci z Zagłębia, sezonowe kolonie letnie. Początkowo dzieci zajmowały sześć „namiotów bessemerowskich” (każdy na 30 łóżeczek), otrzymanych od Amerykańskiego Czerwonego Krzyża wraz z wyposażeniem 150. szpitalnych łóżeczek. W kolejnych latach wybudowano oszklone pawilony, zaprojektowane bezpłatnie przez architekta Jana Witkiewicza.
Kamień węgielny pod budowę głównego gmachu pierwszego w Polsce sanatorium dla dzieci położono w roku 1922. Budowa była początkowo finansowana z prywatnych składek (szczególnie hojnym ofiarodawcą był inż. Stanisław Knothe), a w kolejnych latach uzyskała finansowe wsparcie powstających Kas Chorych i Ministerstwa Zdrowia.
W roku 1924 Szymon Starkiewicz został oficjalnie mianowany dyrektorem sanatorium, które nosiło początkowo nazwę „Sanatorium »Górka« Kolonia Lecznicza Dziecięca im. dr. med. Rektora J. Brudzińskiego w Busku-Zdroju” (pełniło tę funkcję, z kilkuletnią przerwą w okresie okupacji, aż do roku 1949).
Na potrzeby szpitala, z myślą zmniejszeniu kosztów zaopatrywania dzieci w świeże produkty, założono gospodarstwo rolne z sadem, ogrodem oraz z budynkami do hodowli. Na należącym do szpitala terenie, na północnym stoku wzniesienia, utworzono park, wybudowano boisko i staw. Ukończony Szpital „Górka” zaczął przyjmować pierwszych małych pacjentów w roku 1926.
Ponieważ gruźlica kostno-stawowa (głównie to schorzenie miało być leczone w „Górce”) wymaga długotrwałego pobytu pacjenta w szpitalu, zadbano o kształcenie i rozwój intelektualny dzieci podczas okresu leczenia. Przy dużym współudziale drugiej żony dr. Starkiewicza – Wandy, dr filozofii i pedagoga pedagogiki specjalnej, w ośrodku zaczęła funkcjonować przyszpitalna szkoła. Pierwszym jej dyrektorem został Eustachy Kuroczko, wieloletni działacz Robotniczego Towarzystwa Przyjaciół Dzieci.
Lata okupacji niemieckiej to czas, gdy hitlerowcy zajęli obiekt i zamienili go w szpital dla dorosłych. Placówka wróciła do swojej pierwotnej funkcji w roku 1945. W roku 1949 sanatorium upaństwowiono, a jego założyciel i wieloletni dyrektor, dr Szymon Starkiewicz, został odwołany. Jego funkcję przejęła dr Aniela Żwan-Goldschmielowa. W roku 1950 w sanatorium wybuchł pożar, który spowodował częściowe zniszczenie zabudowań. Remont i renowacja trwały do 1 września 1952 r., kiedy to szpital ponownie otworzył się dla małych pacjentów, oferując rozszerzony o chorobę Heinego-Medina zakres leczenia. Razem z otwarciem wyremontowanej placówki zaczął nią kierować nowo mianowany dyrektor dr Franciszek Bloch. Od roku 1953 do sanatorium zaczęto przyjmować na leczenie pacjentów z chorobą Little’a – schorzeniem, które od roku 1965 w Polsce przyjęto nazywać mózgowym porażeniem dziecięcym.
Kolejnym dyrektorem „Górki” został mianowany w roku 1955 dr Franciszek Jakszewicz, który uruchomił pierwszy blok operacyjny (1956). Po śmierci dr. Jakszewicza stanowisko dyrektora pełnili krótko dr Chrostowska i dr J. Przybylik. W roku 1969 nowym dyrektorem placówki został doc. dr hab. Tomasz Goryński, za którego kadencji wprowadzono daleko idące zmiany. W tym okresie, w uznaniu zasług twórcy i inicjatora „Górki”, dr. Szymona Starkiewicza, obiekt został przemianowany na: Dziecięcy Szpital Kompleksowej Rehabilitacji „Górka” jego imienia.
Kilka miesięcy przed śmiercią dr. Goryńskiego (1988) stanowisko dyrektora objął dr Janusz Maria Dobrowolski, który piastował je do kwietnia 2008 r. Od 1 czerwca 2012 dyrektorem szpitala jest Jadwiga Karcz.
11 lutego 2016 roku w szpitalu dokonano uroczystego otwarcia nowoczesnego oddziału ortopedii dla dzieci, liczącego 35 miejsc, w tym 24 przeznaczonych dla rehabilitacji ogólnoustrojowej. Ściany oddziału zdobią unikalne grafiki wykonane przez Macieja Kota.

## Dyrektorzy szpitala
Stanowisko dyrektora szpitala piastowali kolejno:
- dr Szymon Starkiewicz (1924–1949)
- dr Aniela Goldschmiel (1949–1952)
- dr Franciszek Bloch (1952–1955)
- dr Franciszek Jakszewicz (1955–1968)
- dr Chrostowska (1968)
- dr J. Przybylik (1968)
- dr hab. Tomasz Goryński (1969–1988)
- dr Janusz Maria Dobrowolski (1988–2008)
- Bartosz Stemplewski (kwiecień 2008 – 19 września 2010)
- lek. med. Przemysław Potasz (20 września 2010 – 31 sierpnia 2011)
- Jadwiga Karcz (od 1 czerwca 2012 do 2018)
- Marek Arabski (od stycznia 2019 do stycznia 2023)[11]
- Artur Durda[12]